# Martin Disteli

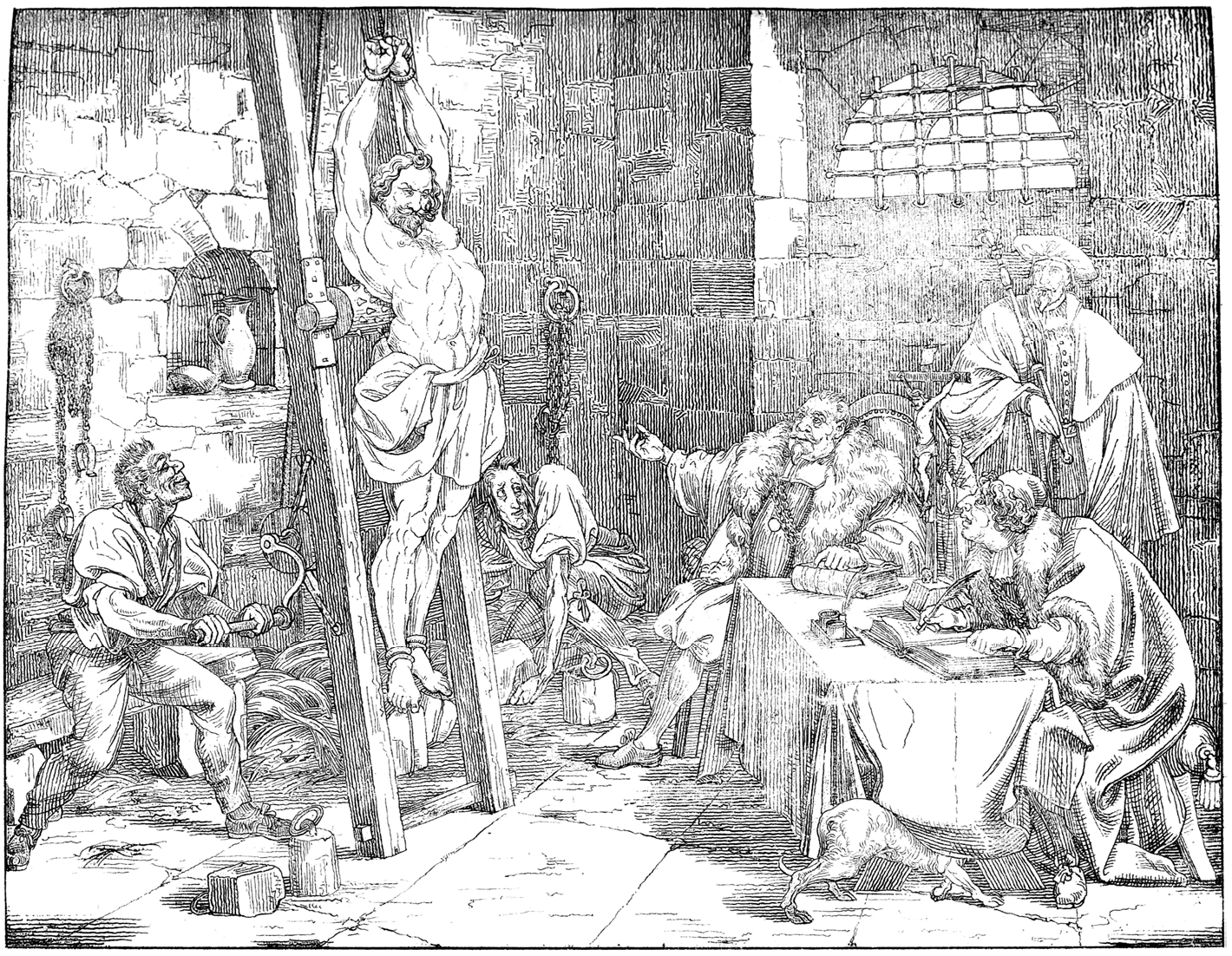
Martin Disteli – ”Schybi auf der Folter” (cirka 1840). Teckningen föreställer bondeledaren Christian Schybi, torterad vid Sursee; en allegori på Jesu korsfästelse.

Martin Disteli, född 1 maj 1802 i Olten, Solothurn, Schweiz, död 18 mars 1844 i Solothurn, Schweiz, var en schweizisk konstnär. 
Till att börja med studerade Disteli juridik i Jena. Efter att ha deltagit i de antireaktionära demonstrationerna mot Goethe flydde han till hemlandet där han kom att bli konstnär av radikalt snitt. Bland hans verk märks bokillustrationer till Frölichs fabler och Münchhausens äventyr, men störst rykte nådde han som politisk karikatyrist, särskilt genom sin från 1839 årligen utkommande Disteli-Kalender.